# 東京地鐵
東京地下鐵株式會社（日语：／ Tōkyō chikatetsu kabushiki gaisha */?），官方譯名東京地鐵株式會社，通稱東京Metro或東京地下鐵（日语：／ Tōkyō metoro），是以經營日本東京都之地鐵路線為主要業務的鐵路公司，與較晚開業的都營地鐵並列為兩家東京的地鐵經營業者。其前身為帝都高速度交通營團，2004年4月1日改為今制，為日本政府與東京都政府共同出資的特殊會社（以法律規定地位的株式會社）。目前經營9條路線，2020財年每日平均載客量約為755萬人次（不含與私鐵路線直通運行的路段）。

## 簡介
東京的地鐵系統於1927年開業，當時由東京地下鐵道、東京高速鐵道兩家公司各經營一條地鐵路線。之後日本政府出面整合，先是讓雙方的路線相互直通運行（此連通路線即現今之銀座線），之後因進入二戰時期，在日本政府《陸上交通事業調整法》施压下，最終將兩家公司合併，並採行官民合辦之特殊法人型態的「營團」組織，在1941年9月1日成立帝都高速度交通營團（通稱交通營團；旗下路線通稱營團地下鐵或營團線）。
戰後，駐日盟軍總司令部（GHQ）下令解散營團組織，不過交通營團被認為非為戰爭目的而設，因此未遭廢止。後來，東京都政府有意將交通營團全面收歸都營，但當時的運輸省（今國土交通省）認為交通營團為國家出資、具有高度公共性的事業體，且為戰後復建所需，因此應予存續。交通營團之後於1954年開通第二條路線丸之內線，並持續擴增路網。而東京都政府則到1957年才獲准以新事業體的身分參與地鐵事業，自行建設都營地下鐵。
战后交通營團由日本国有铁道 (国铁分割民营化后改为日本中央政府)和东京都政府出资的特殊法人，後來在推動行政組織改革，特别是国铁分割民营化的背景下，日本內閣在1995年確立營團公司化的方向。2001年12月，第1次小泉內閣決定依照該年6月通過的《特殊法人等改革基本法》，將約160個特殊法人與認可法人進行組織改革，其中營團被決定在半藏門線全線通車一年後的2004年春季進行公司化。2004年4月1日，帝都高速度交通營團正式依據《東京地下鐵株式會社法》改組為東京地下鐵株式會社，通稱「東京Metro」（東京メトロ），這是營團公司化前透過內部募集所產生的暱稱，旗下路線通稱則改為東京地下鐵線。
现在東京地下鐵由日本政府（中央政府）與東京都政府共同出資，其中日本政府出資較多（登記在財務大臣名下），與營團時代的情況相同。東京地下鐵在營團時代已是日本民營鐵道協會成員，公司化後則正式被列為大手私鐵之一，擁有車輛數、鐵路部門收益和乘客數均是大手私鐵第一。
東京地下鐵原計畫於2009年股票上市，並逐步達成民營化的目標，但時程不斷延後。2021年7月国土交通省交通政策審議会上，国土交通大臣赤羽一嘉和東京都知事小池百合子表示同意尽快推动東京地下鐵股票上市，并将为此出售持有的半数股份。2022年3月財務省和東京都开始就股份出售选择负责証券会社。2024年9月20日，東京證券交易所宣佈已批准東京地下鐵公司上市，10月23日正式掛牌，預計發行價為1,100日圓。
此外，日本民間一直有人提議都營地下鐵和東京地下鐵合併。
東京地下鐵幾乎所有的車站都有免費的無線上網設施。東京地下鐵對觀光客發行有有效期間為1天、可在該日內隨意乘坐東京地下鐵所有路線的「東京Metro地鐵一日車票」。2016年2月6日，一日車票有效期間更改為購票當下起24小時，並擴大站內無線上網範圍。

## 路線列表

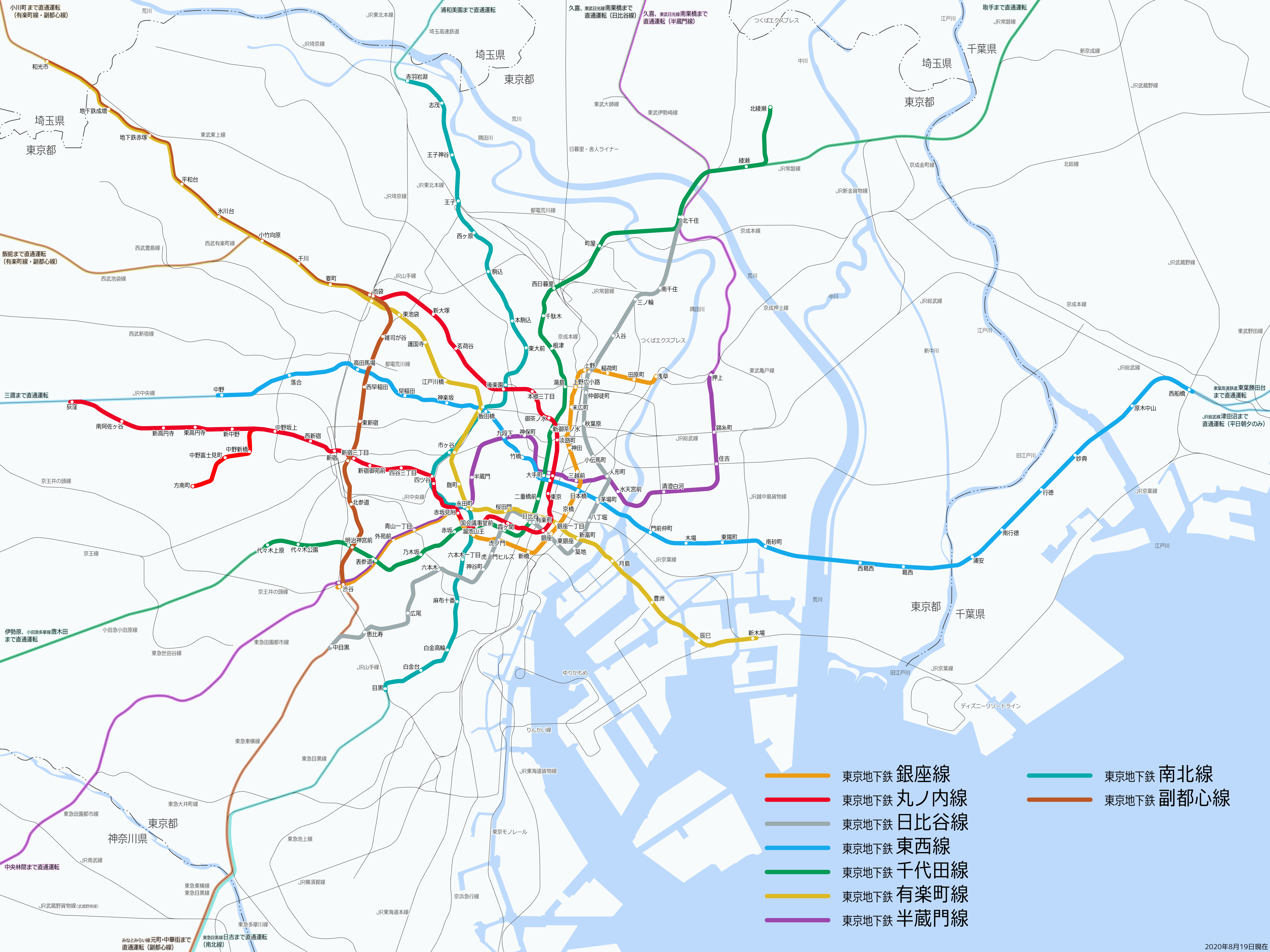
路線圖

現時東京地下鐵擁有9條路線。
| 路線顏色 | 記號 | 路線編號 | 中文線名 | 日文線名           | 起點           | 終點           | 長度 （公里） | 車站數量             | 通車日期       |
| -------- | ---- | -------- | -------- | ------------------ | -------------- | -------------- | ------------- | -------------------- | -------------- |
| 色       | G    | 3號線    | 銀座線   |                    | G19 淺草       | G01 澀谷       | 14.2          | 19                   | 1927年12月30日 |
| 紅色     | M    | 4號線    | 丸之內線 |                    | 本線：M25 池袋 | M01 荻窪       | 24.2          | 25（主線）           | 1954年1月20日  |
| 紅色     | m    | 4號線    | 丸之內線 | 支線：M06 中野坂上 | Mb03 方南町    | 3.2            | 3（支線）     | 1961年2月8日         |                |
| 銀色     | H    | 2號線    | 日比谷線 |                    | H22 北千住     | H01 中目黑     | 20.3          | 21                   | 1961年3月28日  |
| 水藍色   |      | 5號線    | 東西線   |                    | T01 中野       | T23 西船橋     | 30.8          | 23                   | 1964年12月23日 |
| 綠色     | C    | 9號線    | 千代田線 |                    | 本線：C19 綾瀨 | C01 代代木上原 | 21.9          | 19（主線）           | 1969年12月20日 |
| 綠色     | C    | 9號線    | 千代田線 | 支線：C19 綾瀨     | C20 北綾瀨     | 2.1            | 1（支線）     | 1979年12月20日       |                |
| 金色     | Y    | 8號線    | 有樂町線 |                    | Y01 和光市     | Y24 新木場     | 28.3          | 24                   | 1974年10月30日 |
| 紫色     | Z    | 11號線   | 半藏門線 |                    | Z01 澀谷       | Z14 押上       | 16.8          | 14                   | 1978年8月1日   |
| 藍綠色   | N    | 7號線    | 南北線   |                    | N01 目黑       | N19 赤羽岩淵   | 21.3          | 19                   | 1991年11月29日 |
| 棕色     | F    | 13號線   | 副都心線 |                    | F01 和光市     | F16 澀谷       | 11.9          | 11（小竹向原－澀谷） | 2008年6月14日  |

- 除銀座、丸之內線為標準軌，1500V直流電第三轨供电外，其他路线为了与其他铁路公司路线直通运转，采用1067mm窄轨，1500V直流電架空電纜供电。
- 和光市－小竹向原段是有樂町線和副都心線共用路段。而副都心線的營業路段長度只計算小竹向原－澀谷段，並不包括共用路段。
- 副都心線小竹向原－池袋段早於1994年以「有樂町線新線」名義開業，而副都心線池袋站當時稱為「新線池袋站」，以避免混亂。
- 因為和都營地鐵共用路線编号，因此東京地下鐵並沒有1、6、10和12號線。[註 2]

### 直通运转区间
除銀座、丸之內線外，各路线都有与其他铁路公司路线直通运转的设定。直通运转系统包括：（）内为公司分界站或系统起讫站
- （南栗橋）東武日光線、（久喜）東武伊勢崎線（北千住） - 日比谷線
  - 往久喜仅收費对号列车TH Liner。
  - 2013年3月15日以前曾经東急東横線直通菊名站。
- （三鷹）JR中央本線中央·總武緩行線 （中野） - 東西線 （西船橋）- 东叶高速铁道東葉高速線（東葉勝田台）、JR总武本线中央·總武緩行線（津田沼）
  - 中央线 - 東西線 - 東葉高速線列车由東京地下鐵担当，中央线 - 東西線 - 总武線列车由JR东日本担当。
- （取手）JR常磐線常磐缓行线 （綾瀨）- 千代田線 （代代木上原）- 小田急小田原線（伊勢原）
  - 过去长期由東京地下鐵担当，2016年开始JR東日本、小田急车辆也进入東京地下鐵区间，[11]。小田急还设有直通北綾瀨的列车。没有从取手直通伊勢原的列车，运行距离最长的列车为我孫子 - 伊勢原。
  - 2022年以前曾设有直通小田急多摩線唐木田站的列车。
  - 另有小田急浪漫特快地下鐵箱根列车，从北千住经小田急小田原線、江之岛线、箱根登山鐵道鐵道線，到片瀨江之島站或箱根湯本站。
- （森林公園）東武東上本線 （和光市） - 有乐町線
- （飯能）西武池袋線 - 西武有乐町线 （小竹向原） - 有乐町線
  - 平日设有从西武池袋线所澤站直通有乐町線的特別急行列車S-Train。
- （小川町）東武東上本線、（飯能）西武池袋線 - 西武有乐町线（和光市/小竹向原）- 副都心線 （澀谷） -  東急東横線（橫濱）- 横滨高速铁道港未来線（元町‧中華街）
  - 西武球場有竞赛时，设有直通西武球場前站的列车。
  - 假日设有从西武秩父线西武秩父站直通元町・中華街的特別急行列車S-Train。
- （小川町）東武東上本線 - 副都心線 （澀谷） - 東急東横線 -  东急新横滨线（新横滨）- 相铁新横滨线 - 相铁泉野线 （湘南台)、相铁本线（海老名)
  - 仅東急的列车在全系统运转，東京地下鐵车辆不进入相鐵区间。
  - 本系统为2023年3月18日東急新橫濱線开通后开始运营。[12]
- （中央林間）東急田園都市線 - 半藏門線 - 東武伊勢崎線（久喜）、日光線（南栗橋）
- （湘南台) 相铁泉野线 、（海老名) 相铁本线 - 相铁新横滨线 （新横滨）- 东急新横滨线 - 東急東横線 - 東急目黑线 （目黑）- 南北線 - SR埼玉高速铁道线（浦和美園）
  - 仅東急、相鐵的列车在全系统运转，東京地下鐵、埼玉高速鐵道车辆不进入相鐵区间。
  - 本系统为2023年3月18日東急新橫濱線开通后开始运营。[12]

## 車輛

### 現時使用
| 型號    | 行走路線                    | 使用年份   | 備註     |
| ------- | --------------------------- | ---------- | -------- |
| 1000系  | 銀座線                      | 2012－     |          |
| 2000系  | 丸之內線                    | 2019－     |          |
| 13000系 | 日比谷線                    | 2017－     | [ 13 ]   |
| 05系    | 東西線、 千代田線北綾瀨支線 | 1988－     |          |
| 07系    | 東西線、 千代田線北綾瀨支線 | 1993－     | [ 註 3 ] |
| 15000系 | 東西線、 千代田線北綾瀨支線 | 2010－     |          |
| 16000系 | 千代田線                    | 2011－     |          |
| 10000系 | 有樂町線、副都心線          | 2006－     |          |
| 17000系 | 有樂町線、副都心線          | 2021-      |          |
| 8000系  | 半藏門線                    | 1981－2025 |          |
| 08系    | 半藏門線                    | 2003－     |          |
| 18000系 | 半藏門線                    | 2021-      | [ 14 ]   |
| 9000系  | 南北線                      | 1991－     |          |

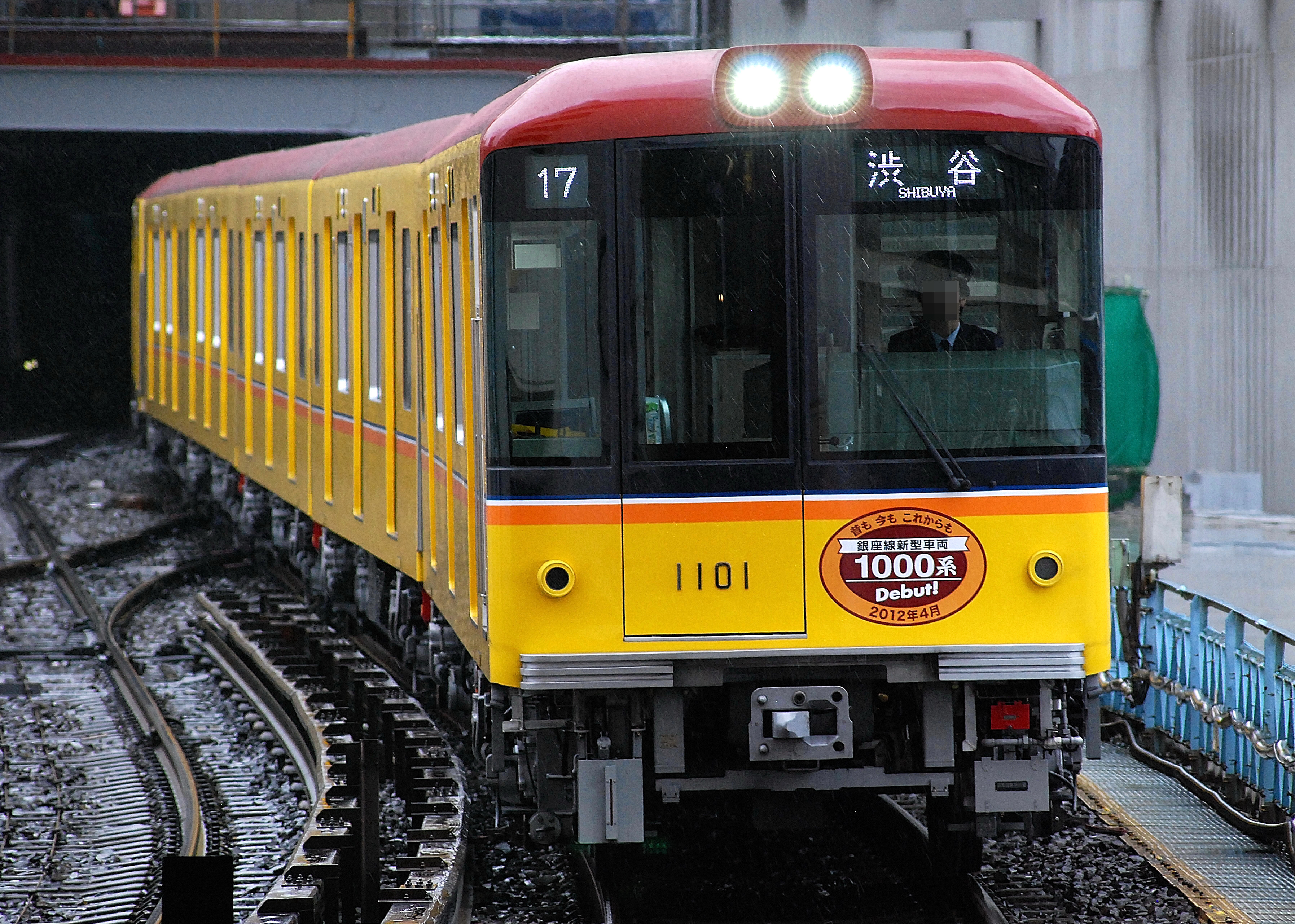
銀座線 1000系
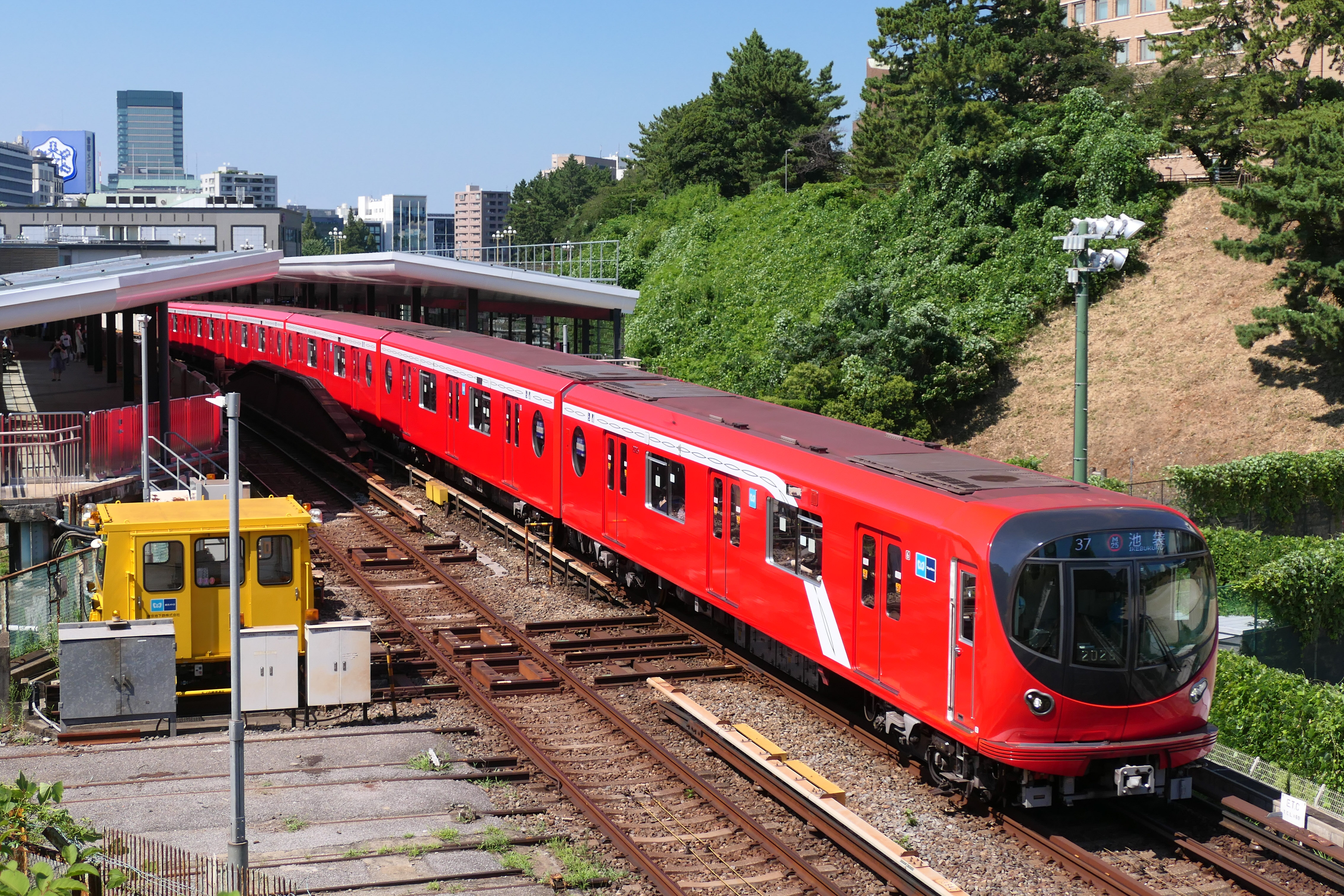
丸之内線 2000系
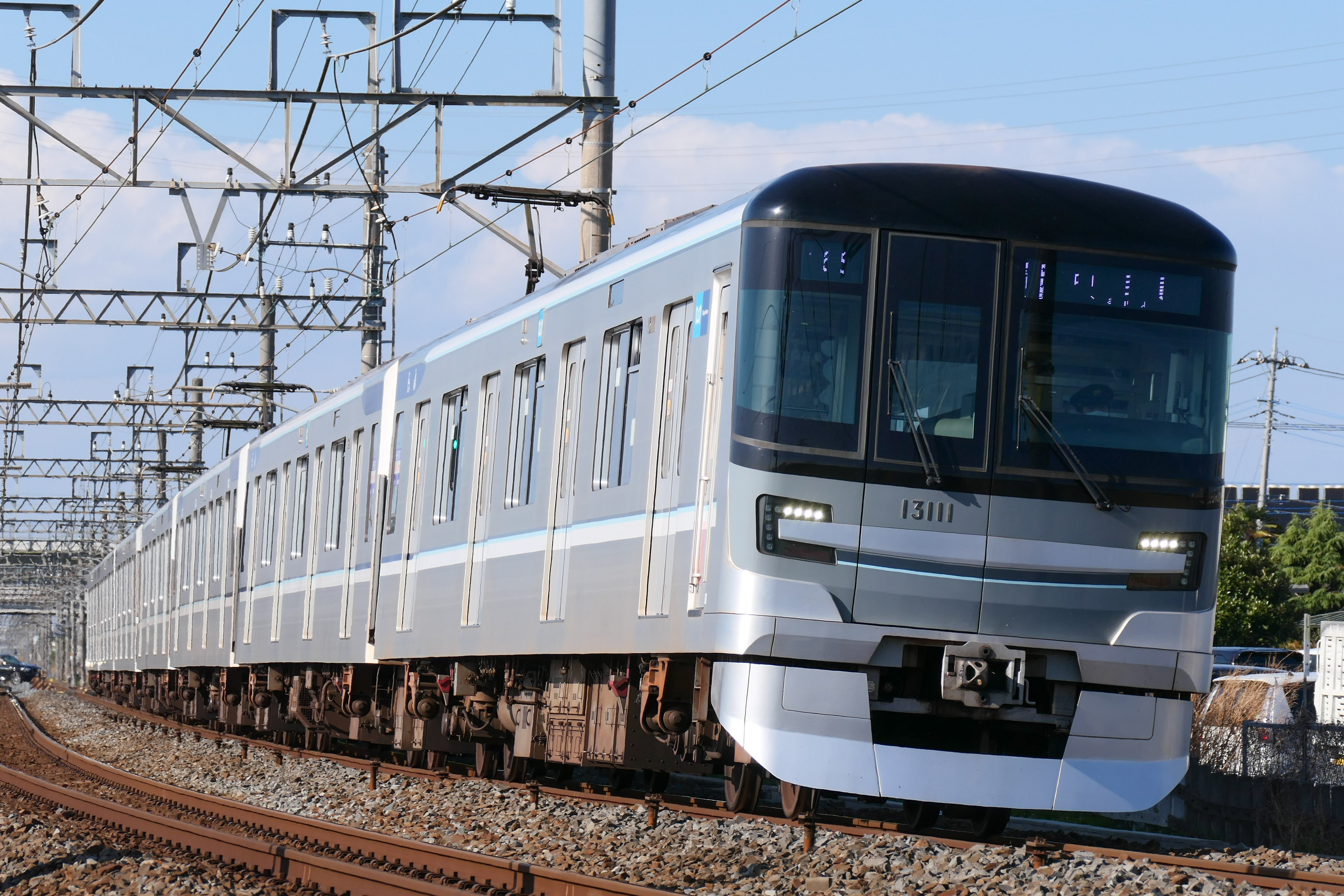
日比谷線 13000系
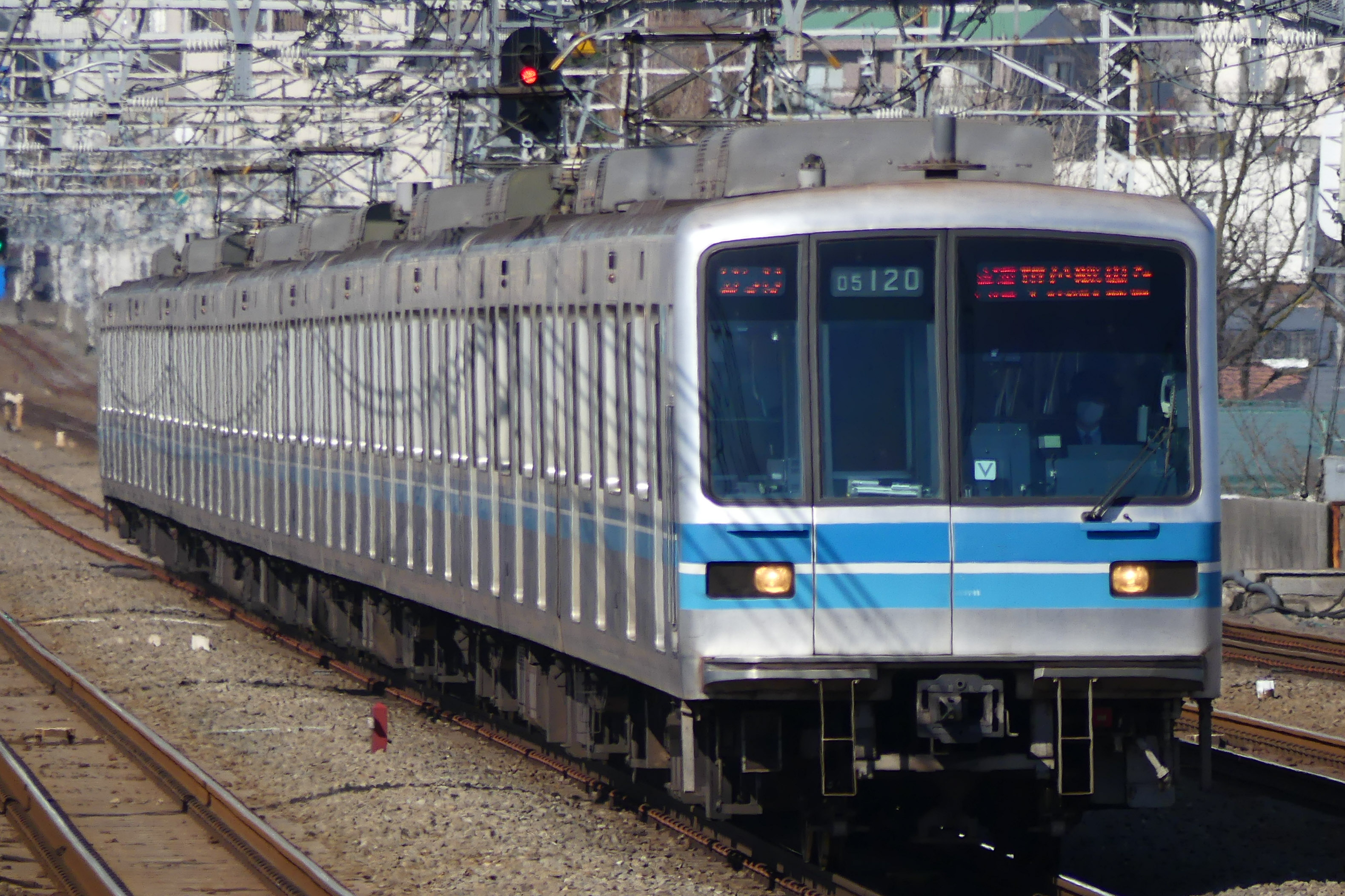
東西線 05系
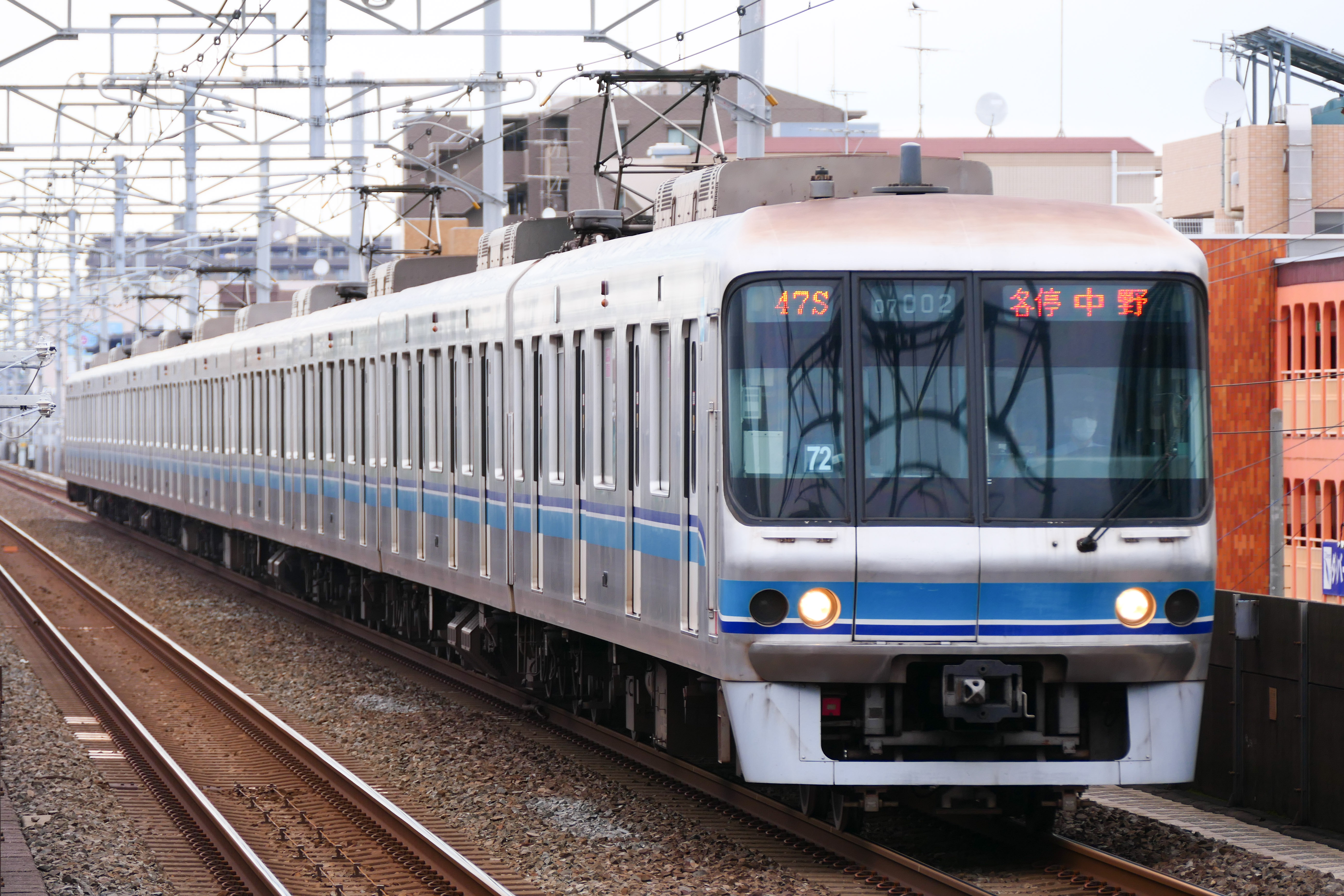
東西線（原有樂町線）07系
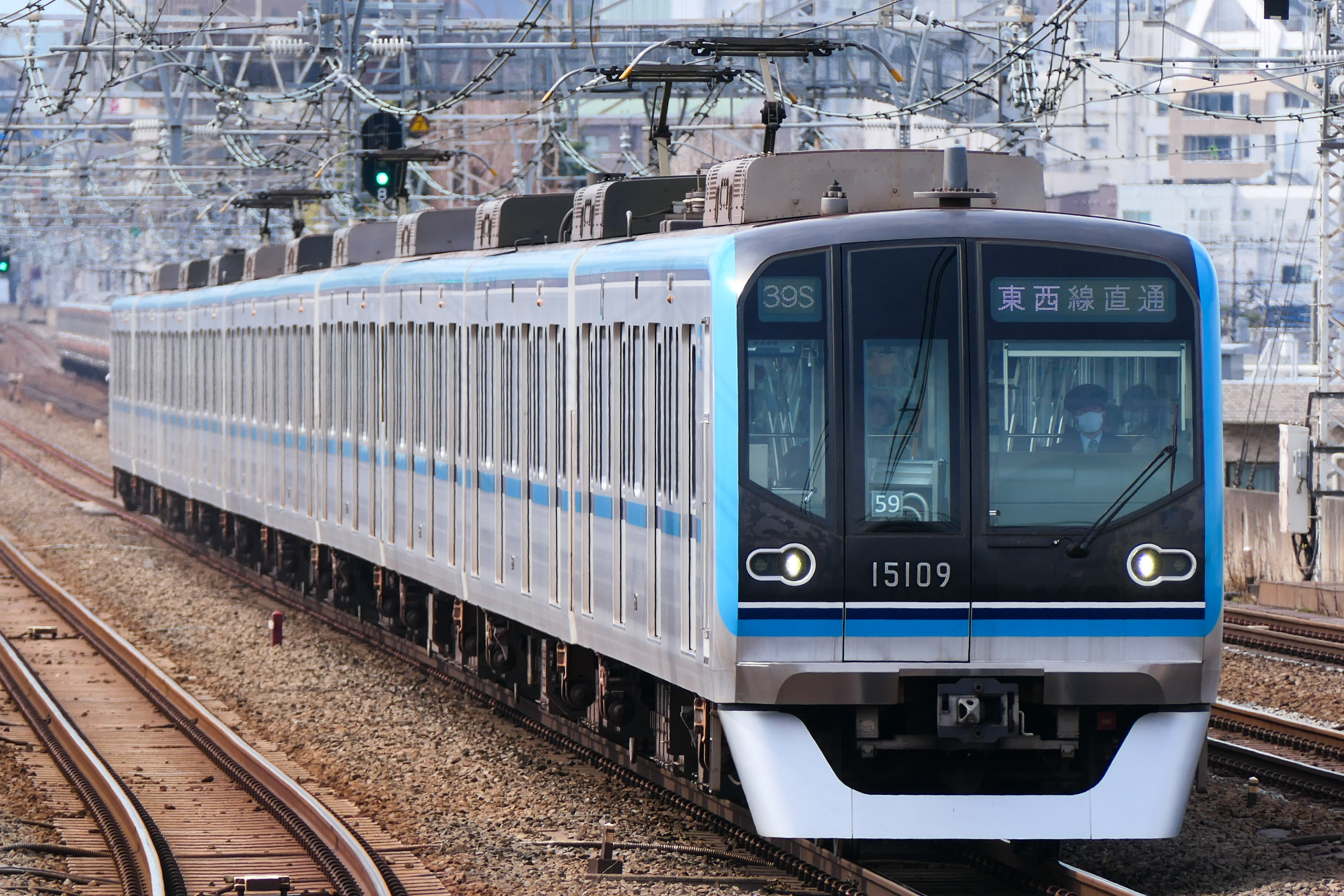
東西線 15000系
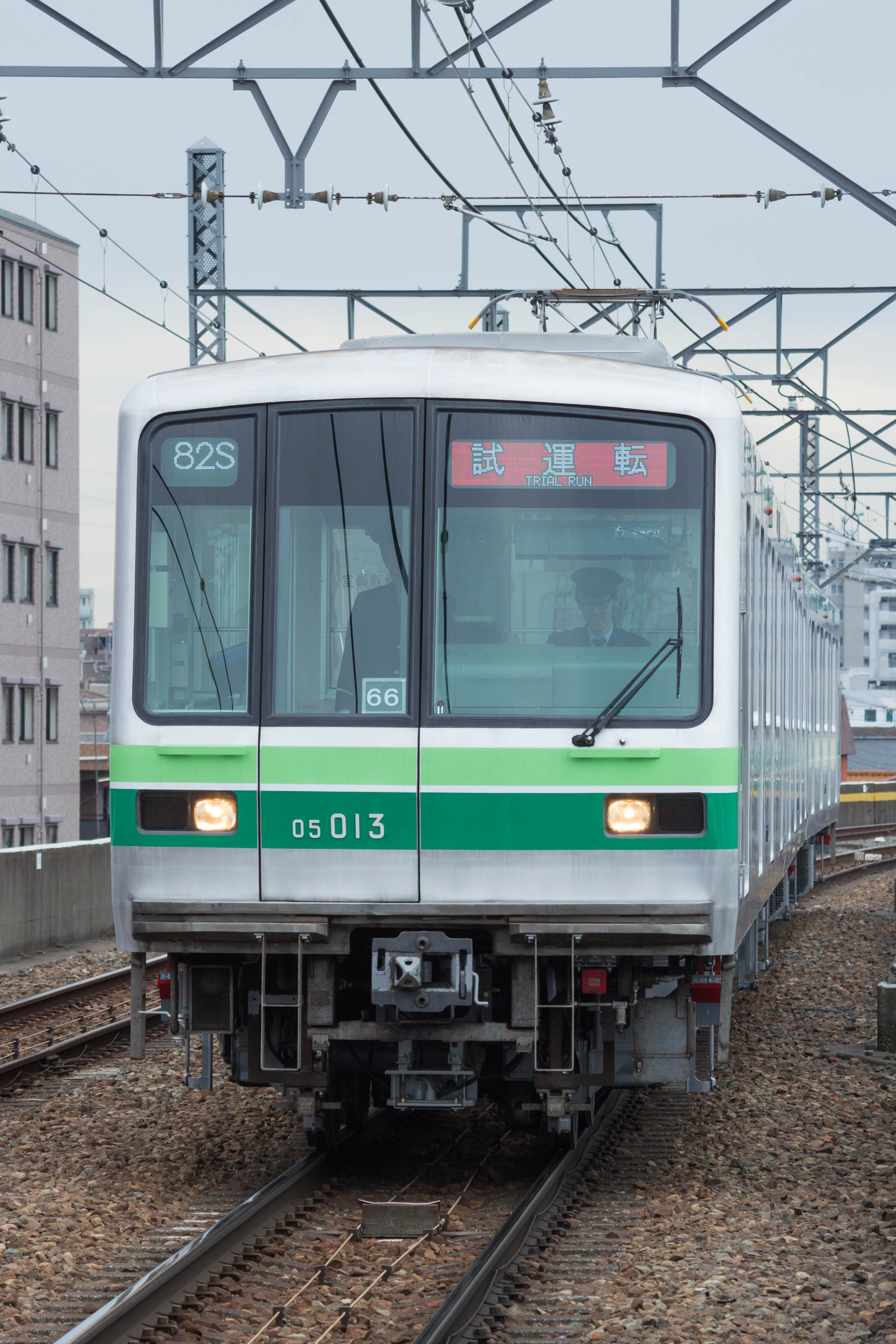
千代田線 05系
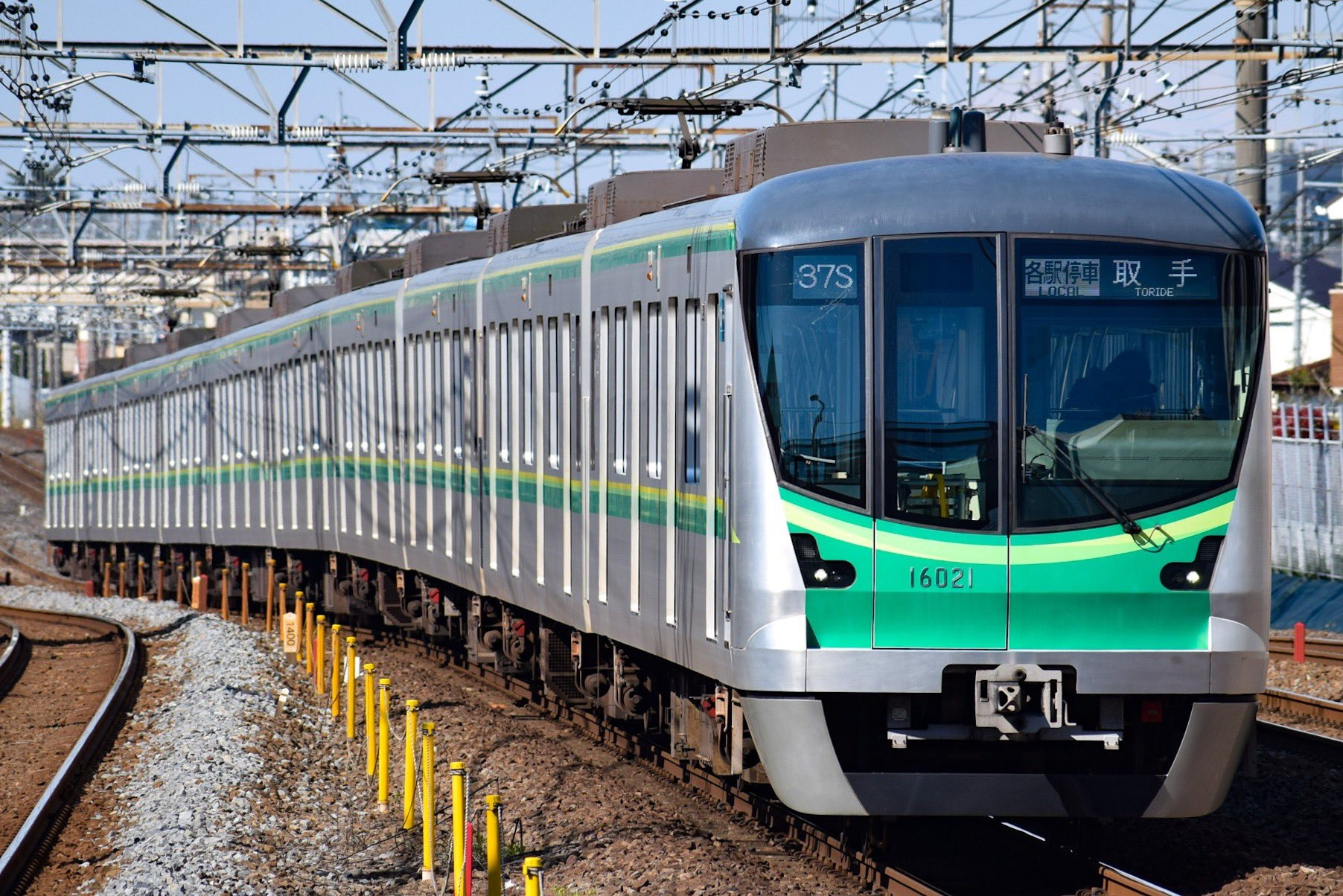
千代田線 16000系
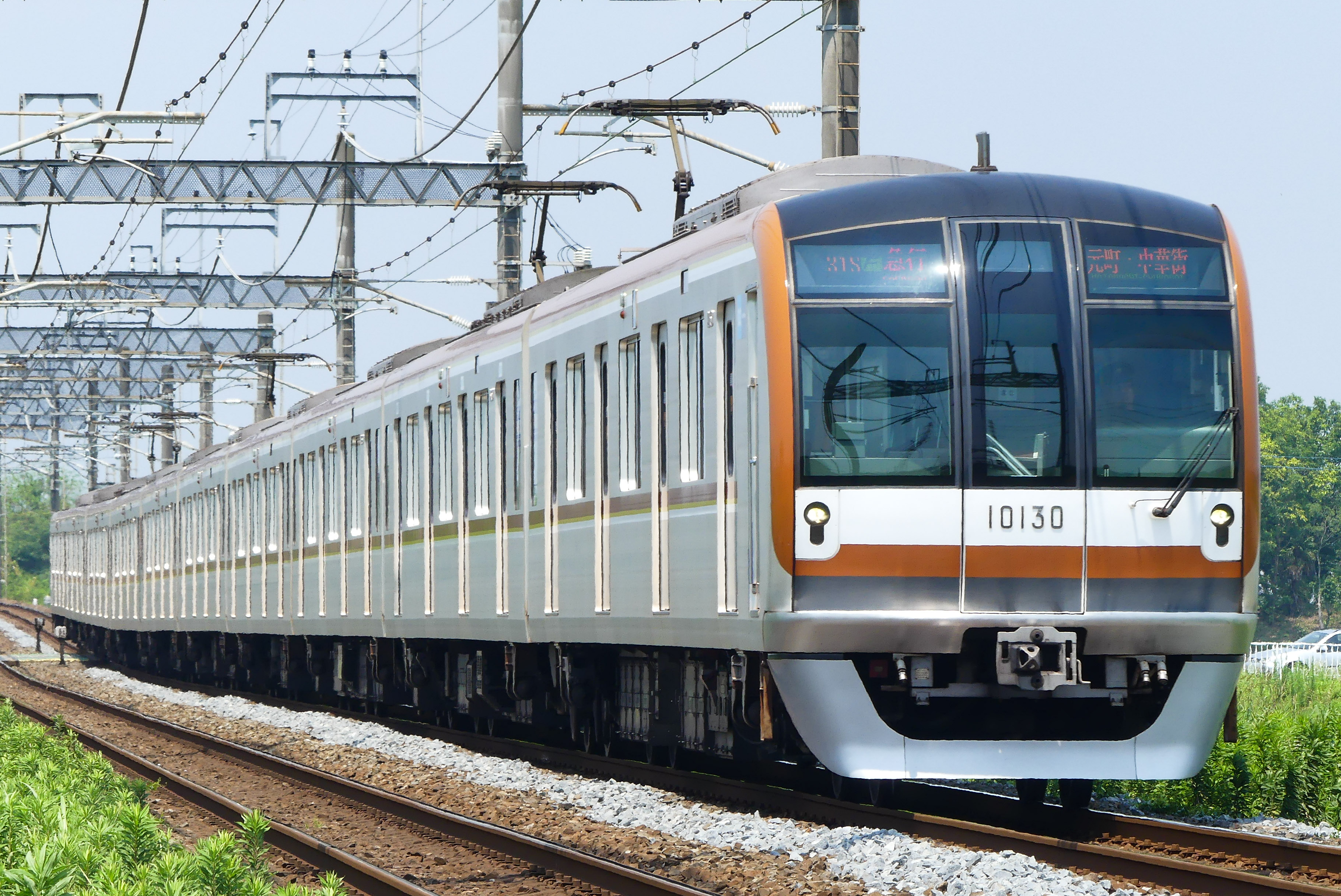
有樂町線・副都心線 10000系
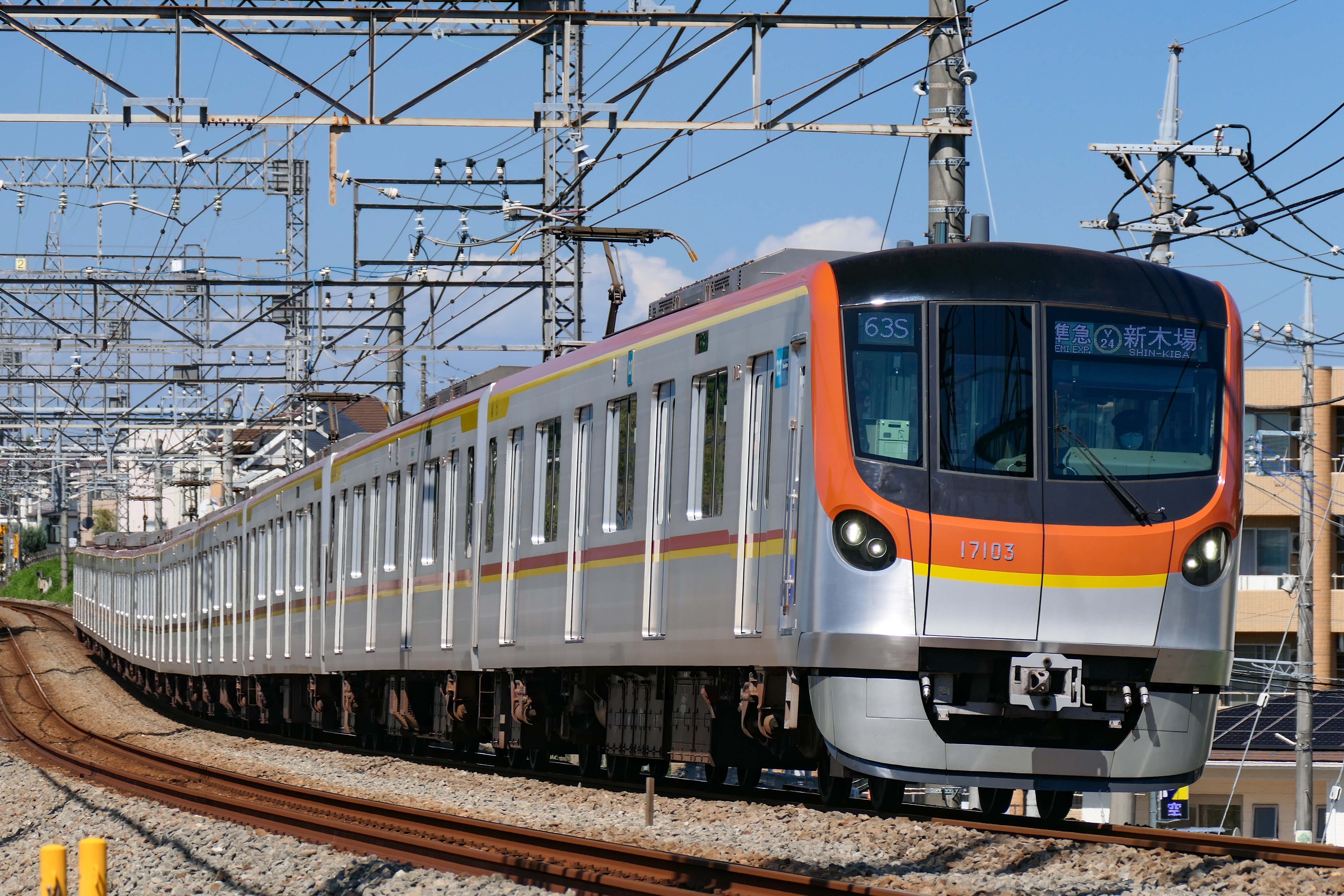
有樂町線・副都心線 17000系
半藏門線 8000系
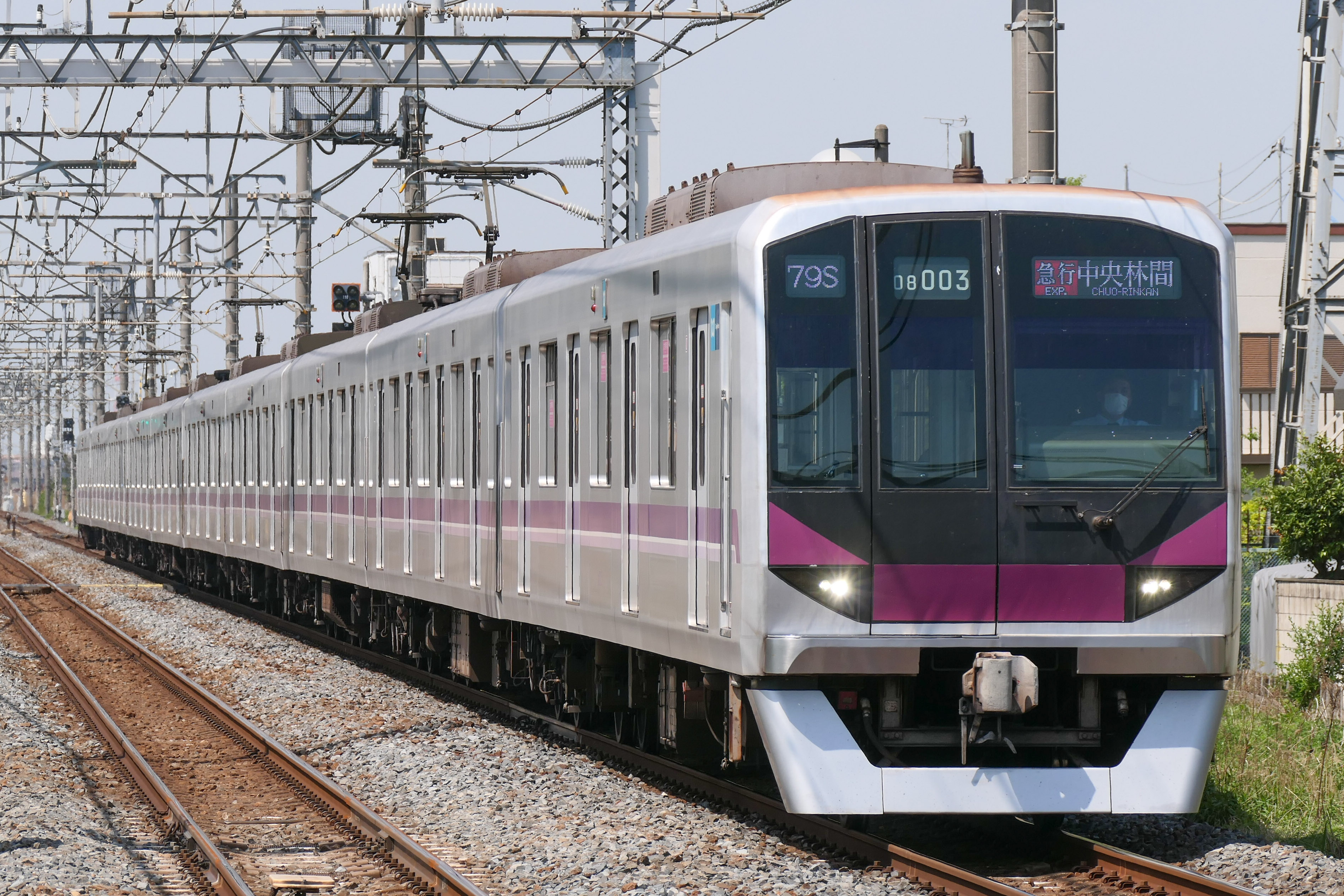
半藏門線 08系
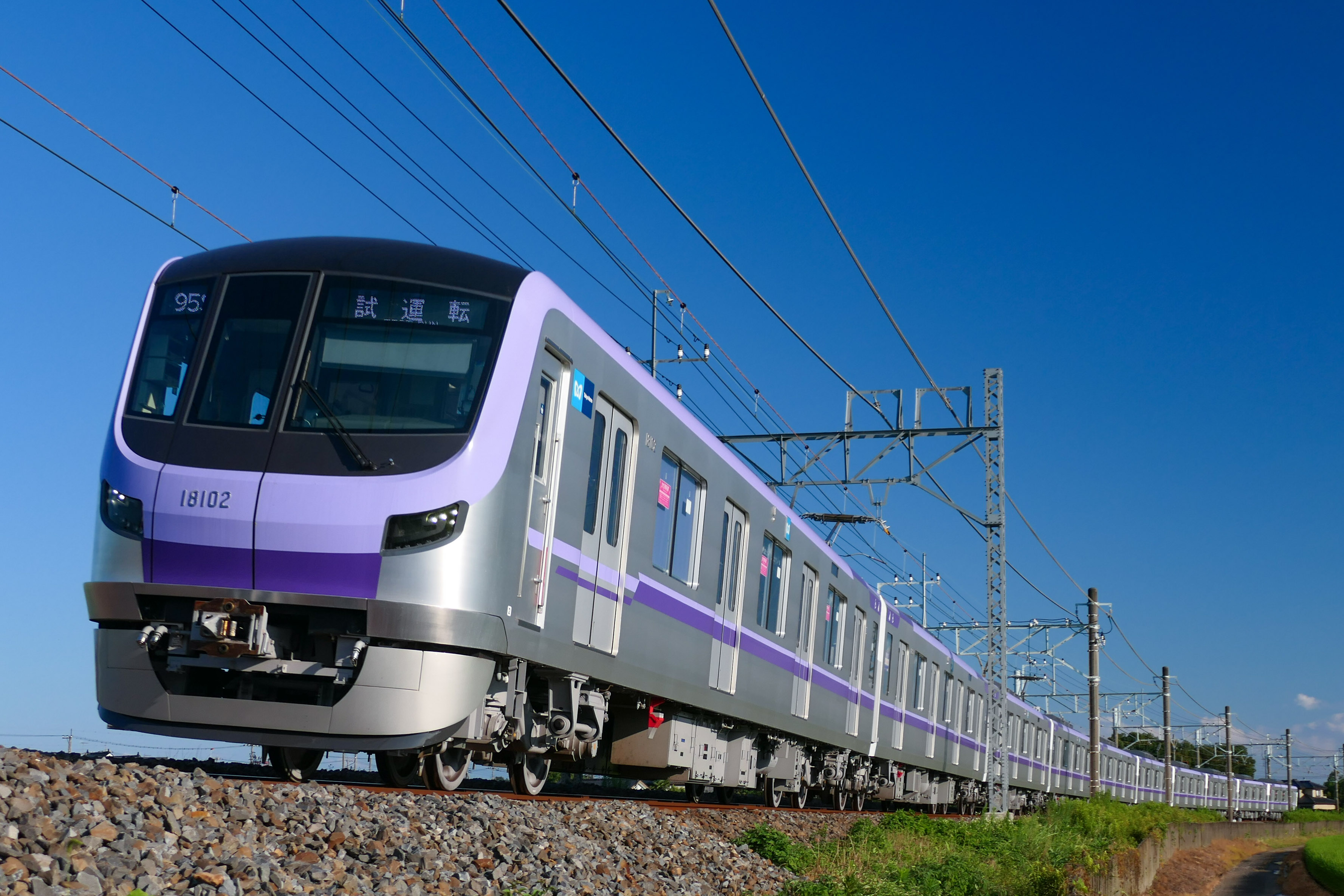
半藏門線 18000系
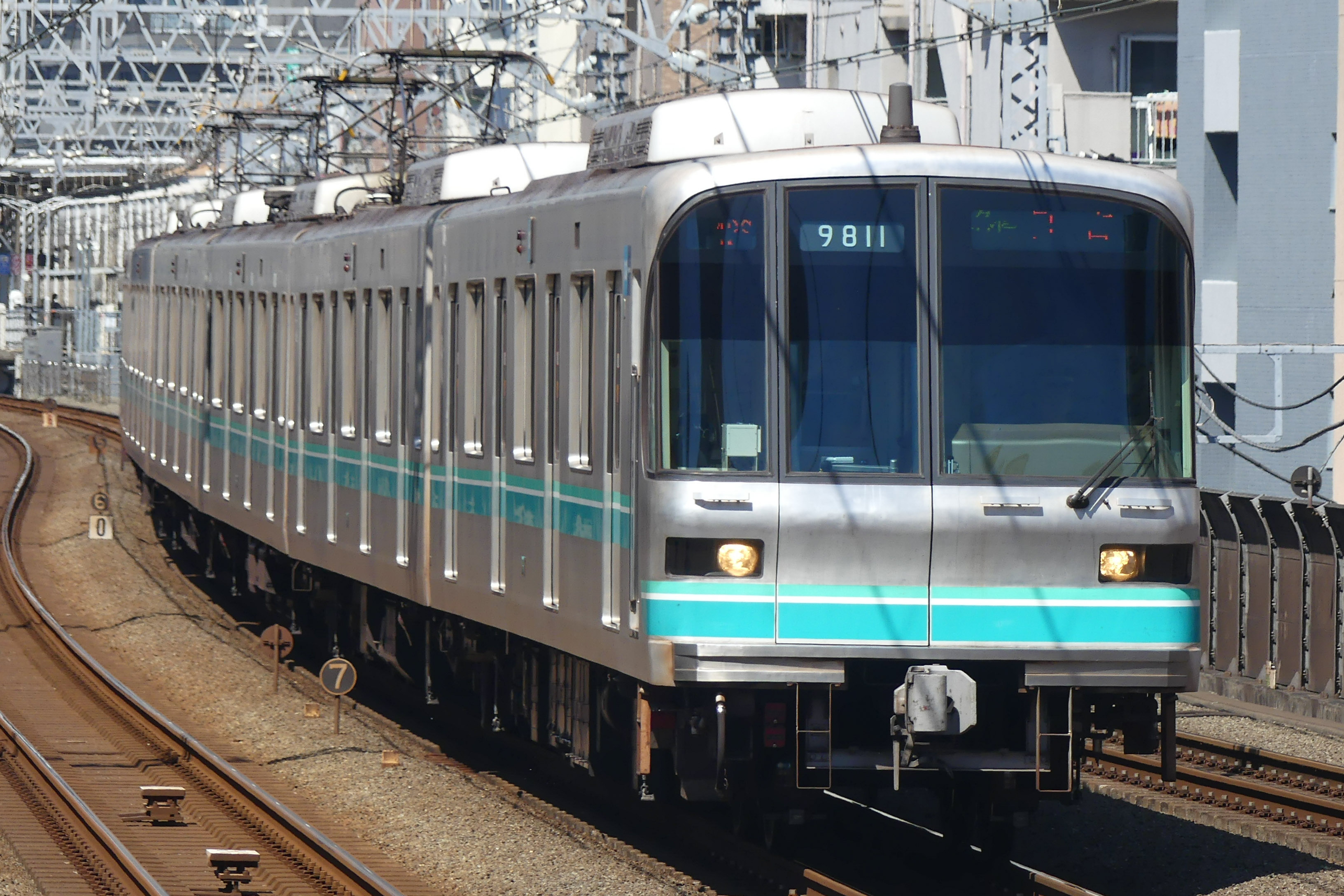
南北線 9000系（1〜4次車）
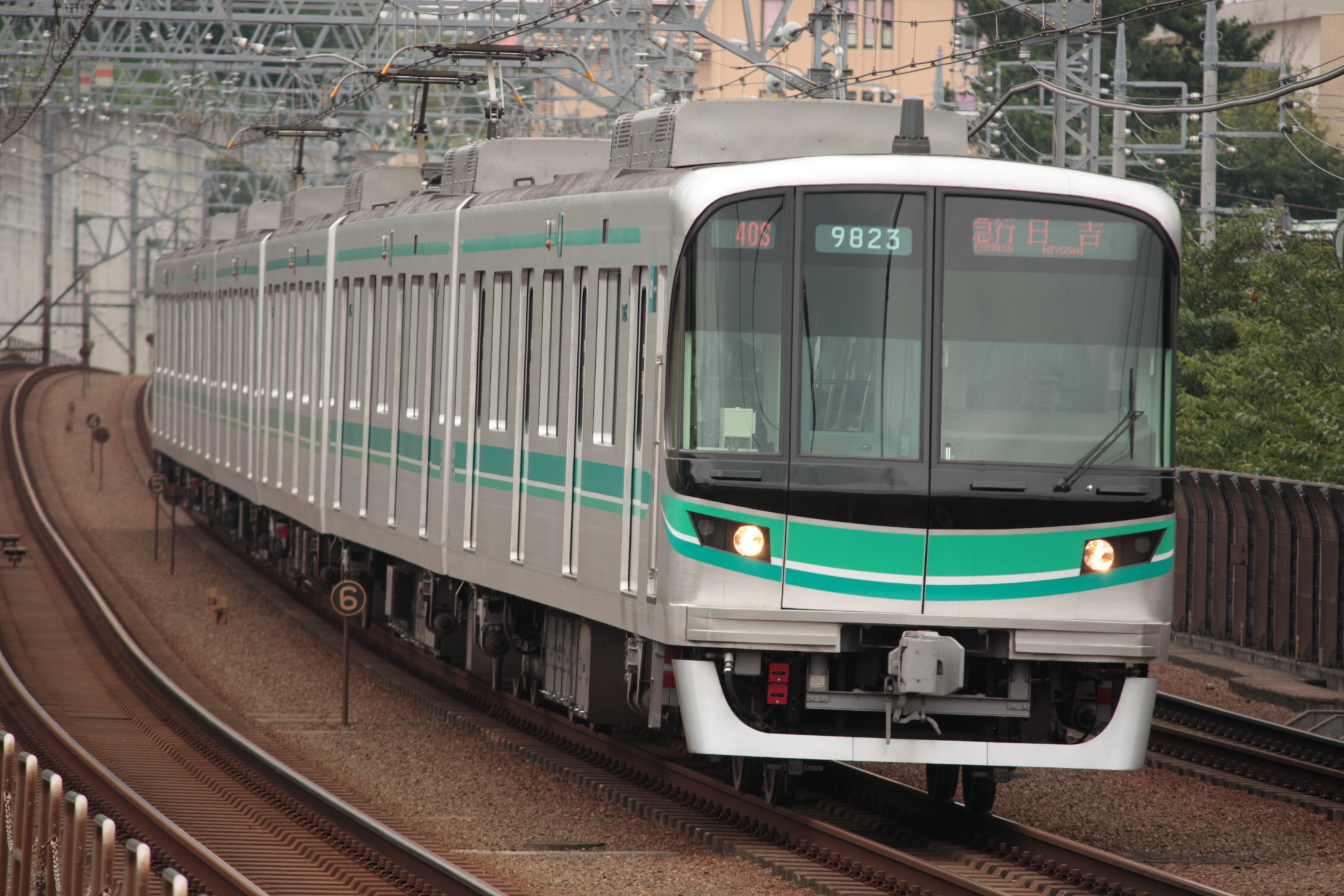
南北線 9000系（5次車）

### 過去使用
營團時代已停用車輛參見營團擁有車輛。
| 型號   | 行走路線           | 使用年份   | 備註   |
| ------ | ------------------ | ---------- | ------ |
| 01系   | 銀座線             | 1984－2017 |        |
| 02系   | 丸之內線           | 1988－2024 |        |
| 03系   | 日比谷線           | 1988－2020 |        |
| 5000系 | 東西線、千代田線   | 1964－2014 |        |
| 6000系 | 東西線、千代田線   | 1971－2018 |        |
| 06系   | 東西線、千代田線   | 1993－2015 | [ 15 ] |
| 7000系 | 有樂町線、副都心線 | 1974－2022 | [ 16 ] |

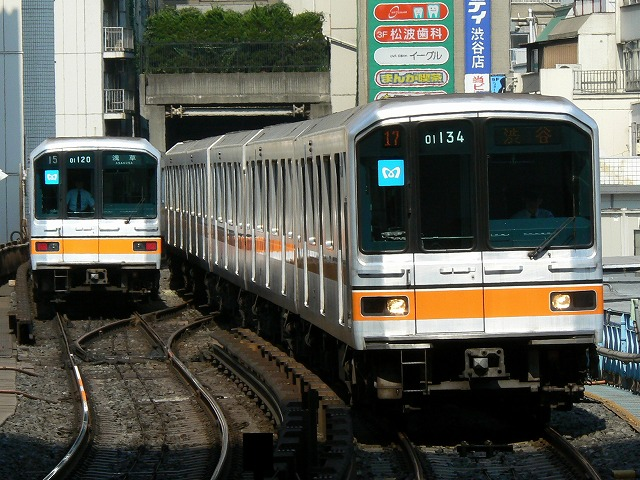
銀座線 01系
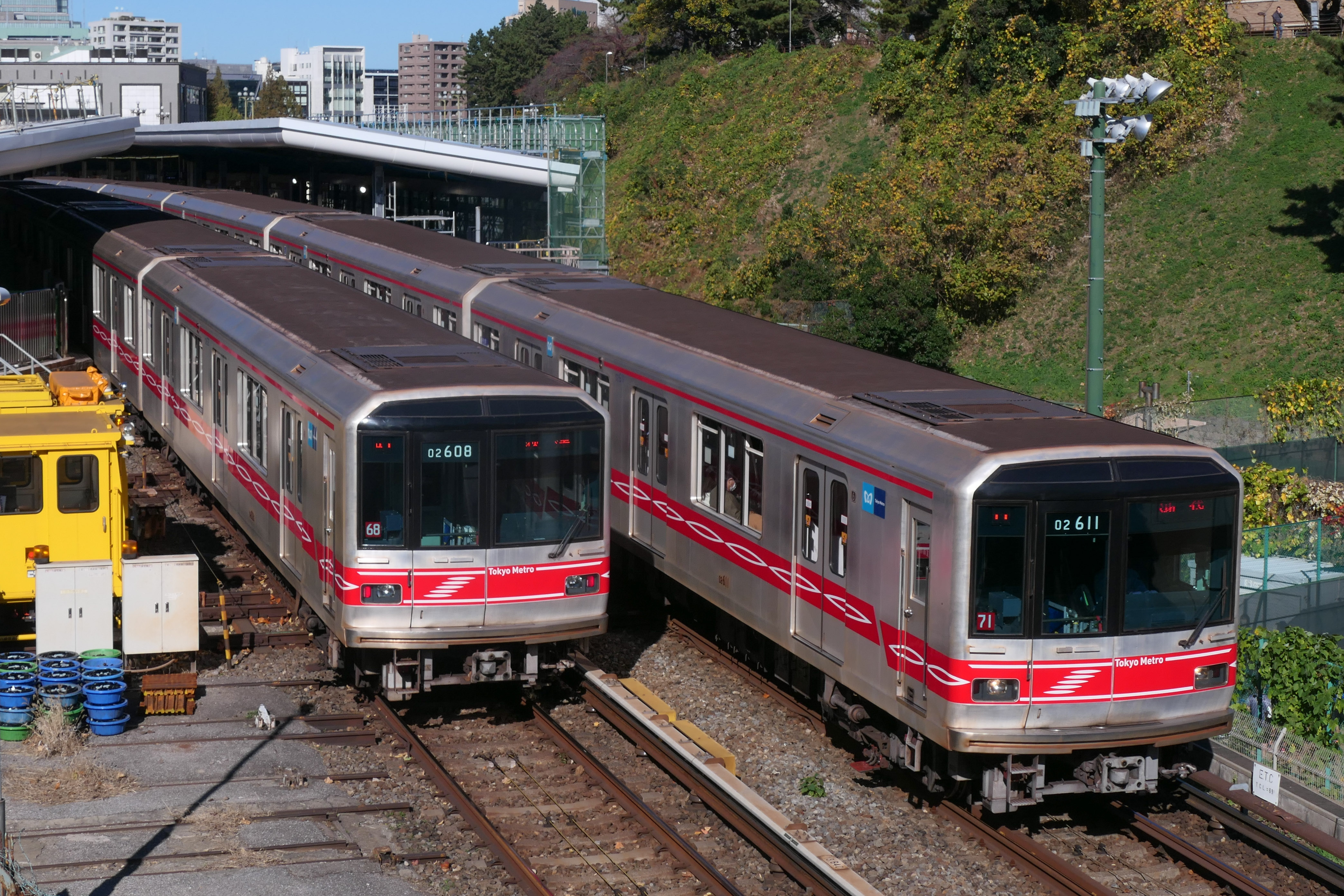
丸之内線 02系
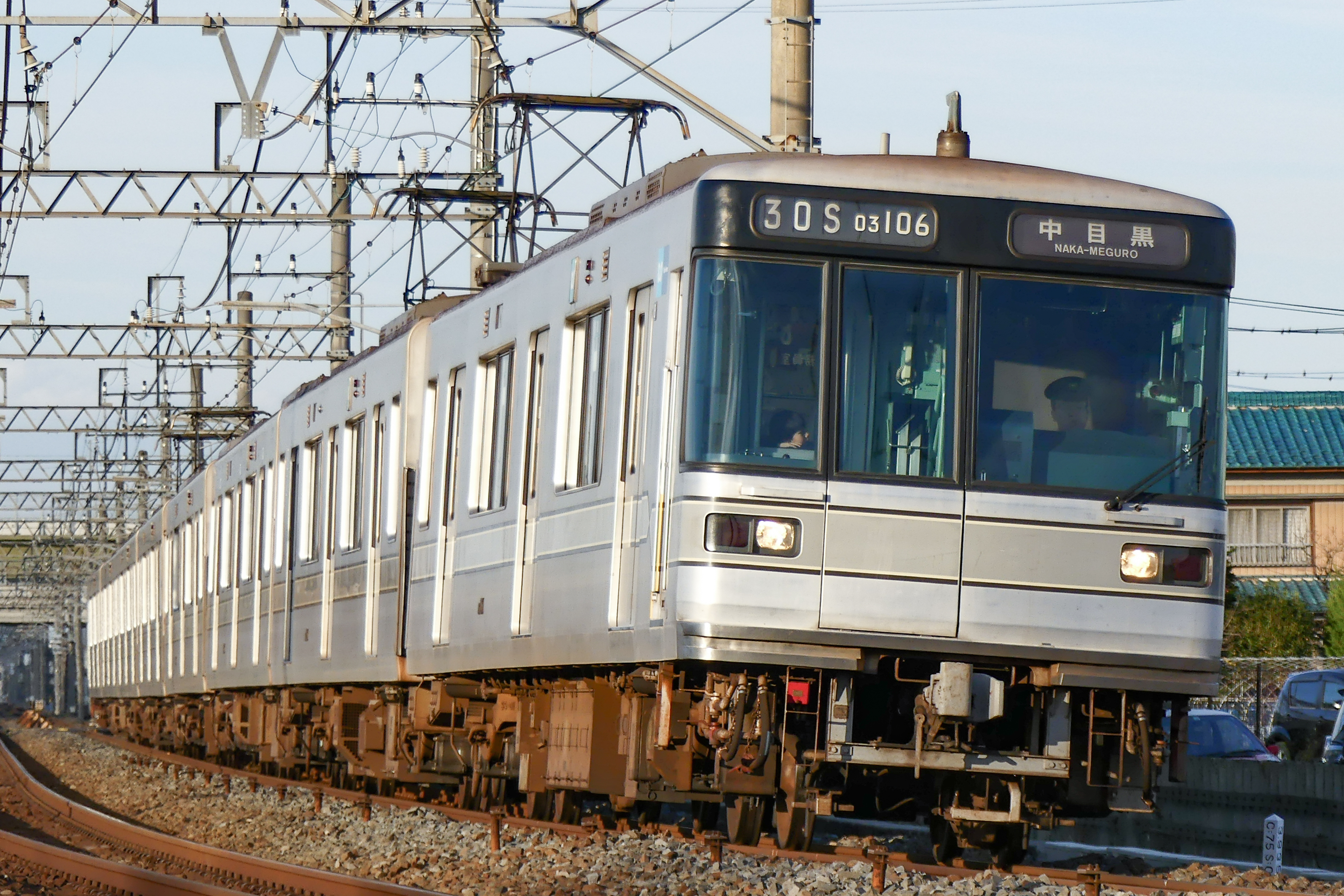
日比谷線 03系
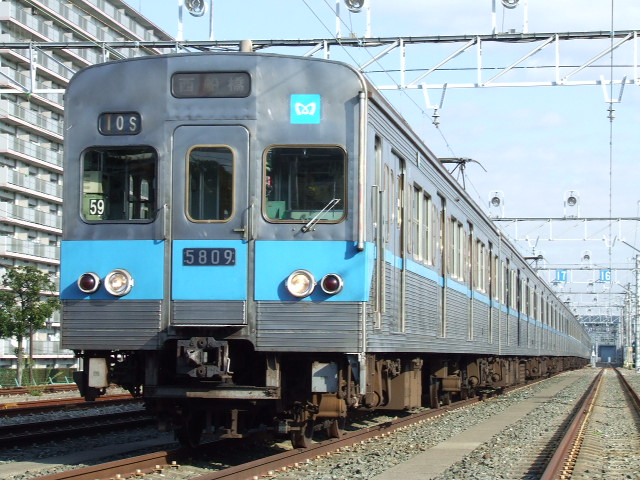
東西線 5000系
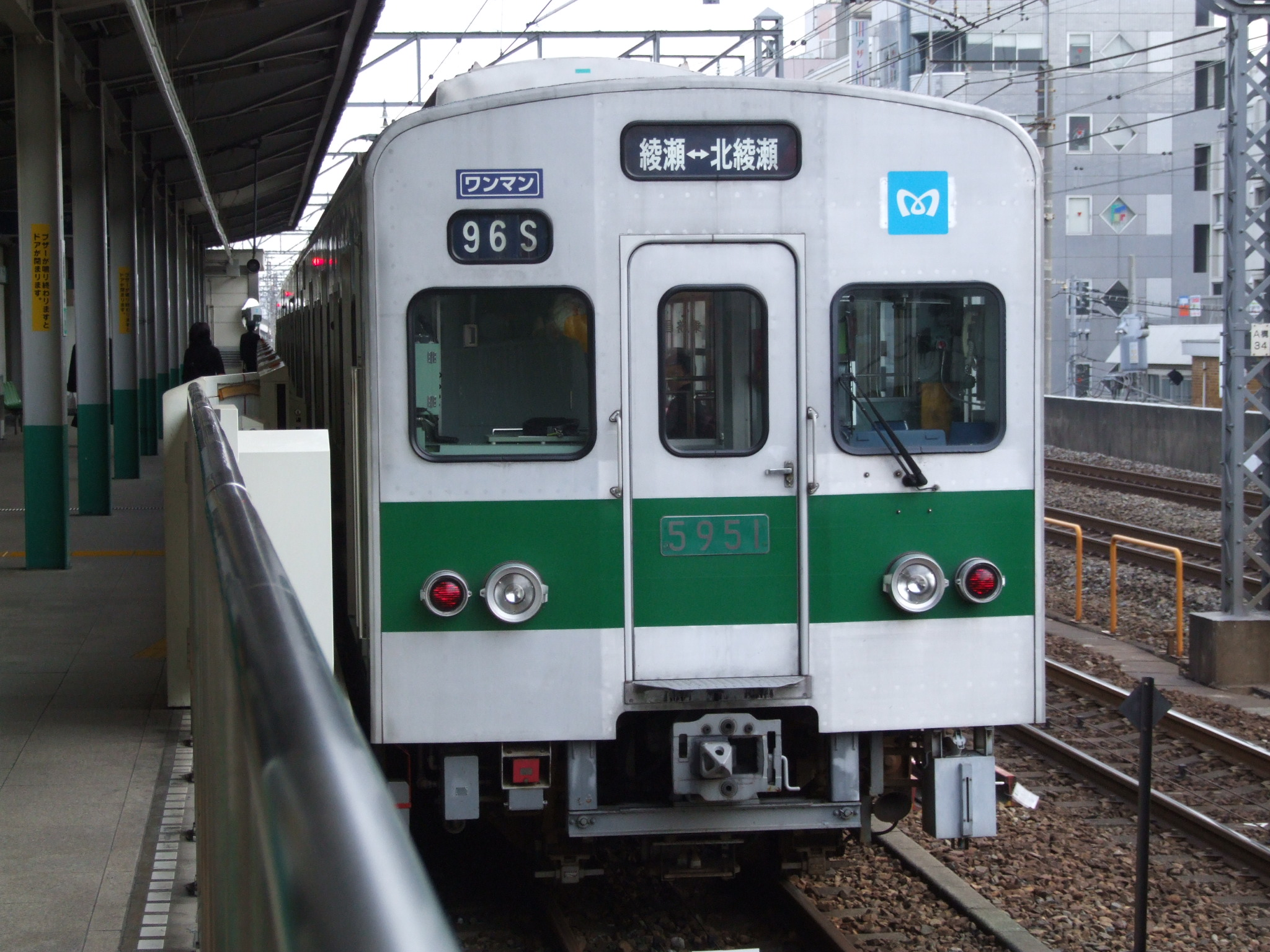
千代田線 5000系
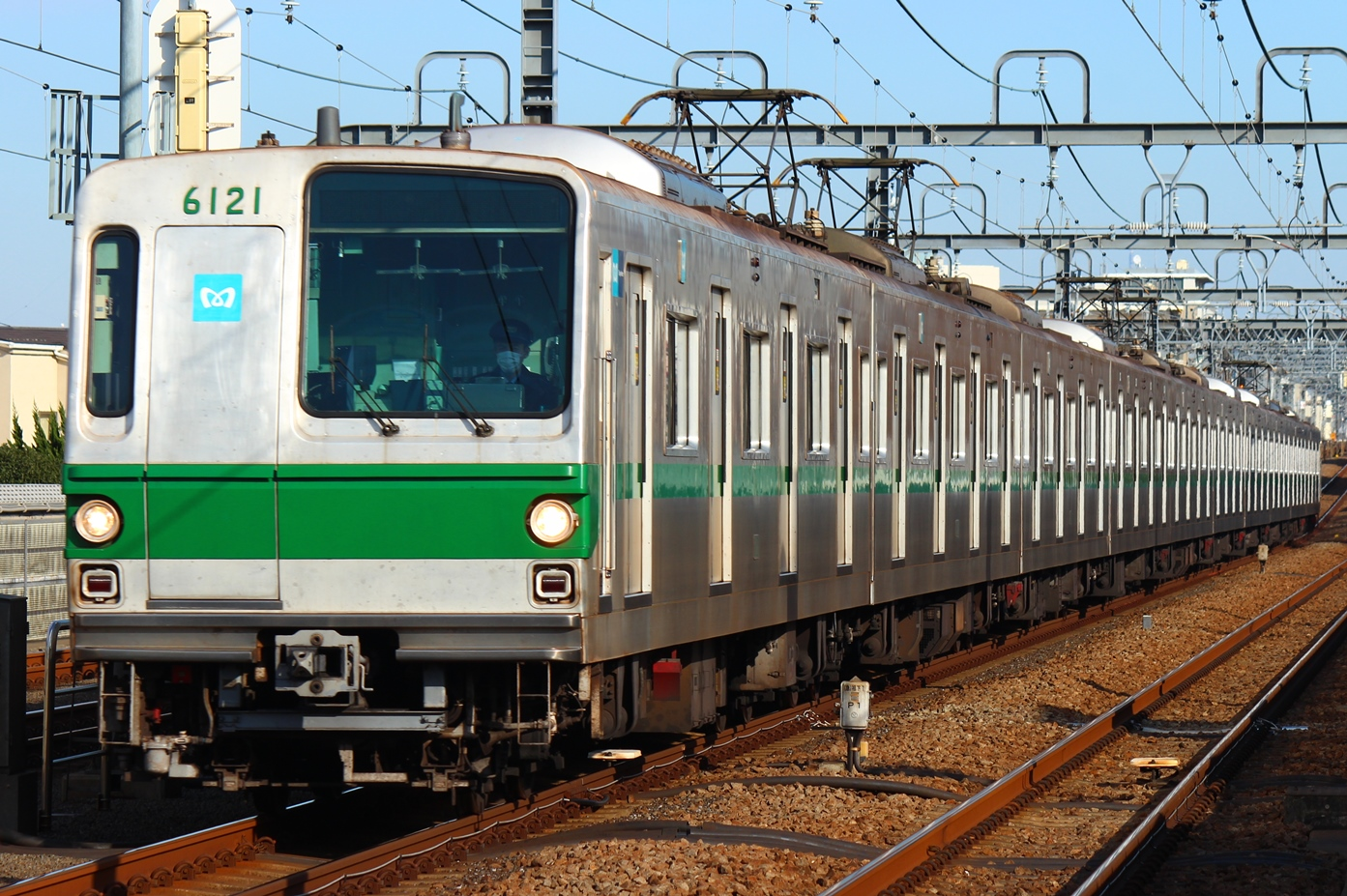
千代田線 6000系
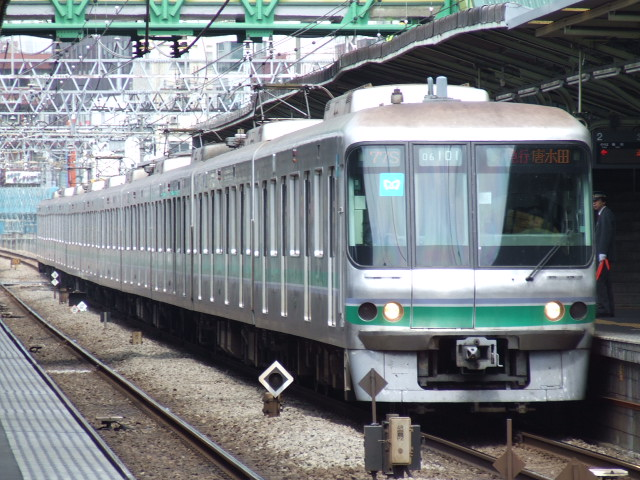
千代田線 06系
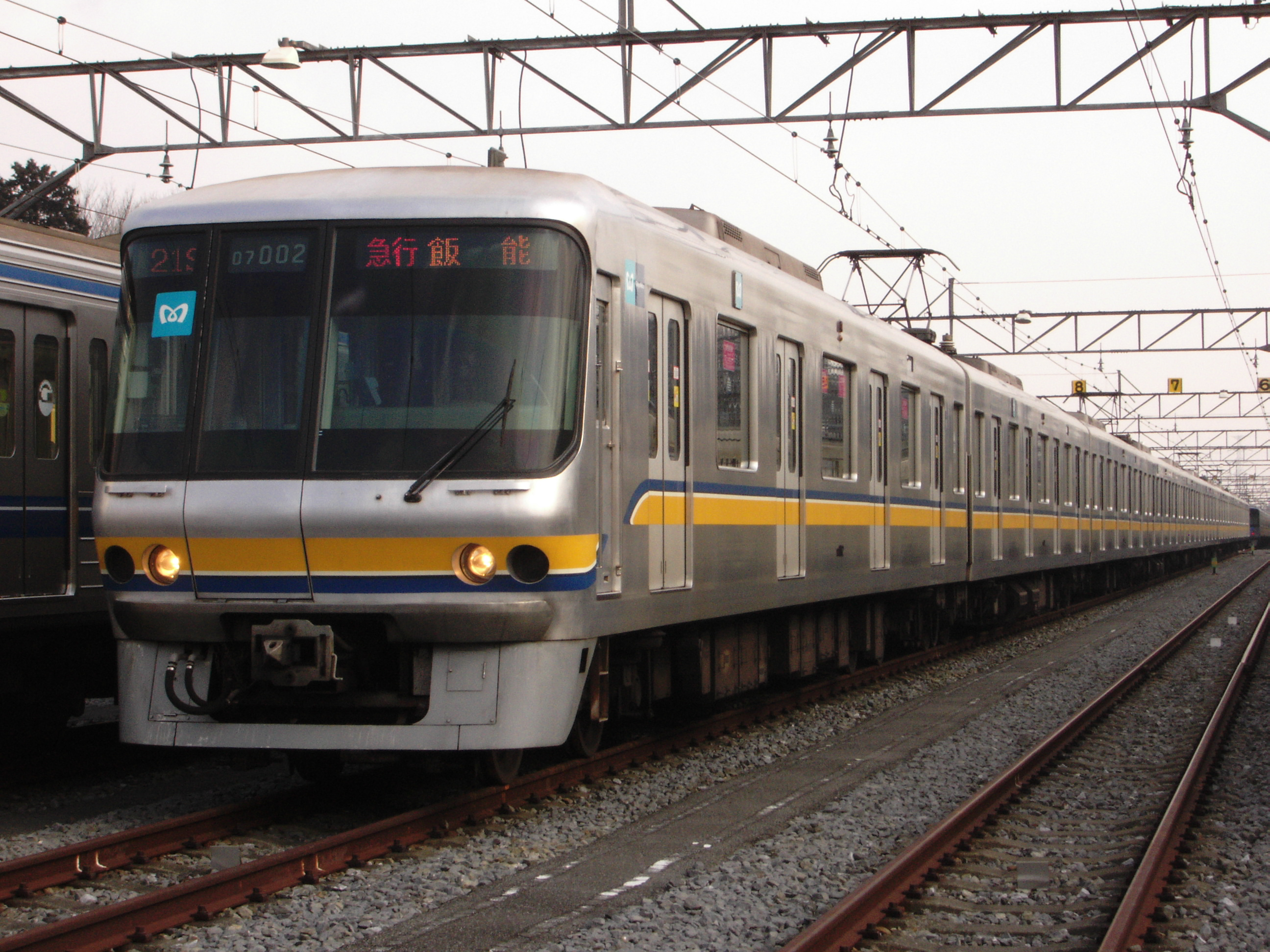
有樂町線 07系
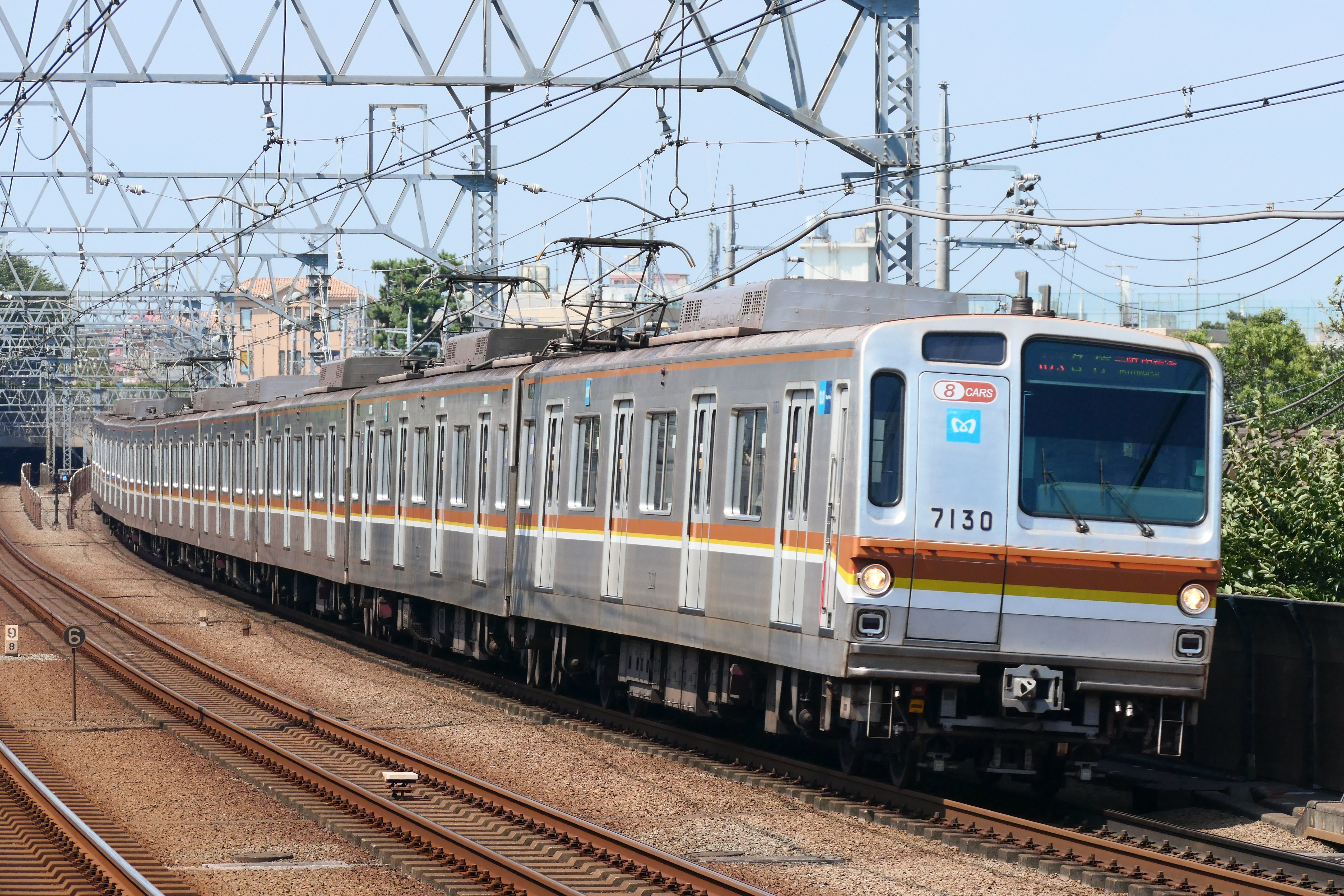
有樂町線・副都心線 7000系

## 東京地下鐵車輛製造商
- 東急車輛製造
- 汽車製造會社
- 日本車輛製造
- 近畿車輛
- 帝國車輛工業（日语：帝國車輛工業）
- 川崎重工業
- 日立製作所
- 富士重工業
- 地鐵車輛（日语：メトロ車両） () - 負責更新車辆（CR）

## 新線整備
由于東京地下鐵以民营化为首要目标，因此在副都心線开通后没有规划新线建设，2017年東京地下鐵社长山村明義表示：“新线建设必须在不对公司经营产生负面影响的范围内进行。”2021年交通政策審議会提出包括有乐町线延伸 (丰州-住吉，4.8km)、都心部・品川地下铁构想 (南北线白金高輪 - 品川，2.5km)，和都心部・臨海地域地下鐵構想 (6.1km)等计划，据此東京地下鐵于2022年1月向国土交通省提出有乐町线和南北線延伸的事业许可，并于同年3月获得许可，预计2035年前后开通。

## 其他
- 代言人
  - 山田孝之、井川遙 -「ココロも動かす地下鉄へ」(2004年)
  - 山田優 -「東京スピード」、「東京□.net」(2005年-2006年)
  - 宮崎葵 -「TOKYO HEART」(2007年-2009年)
  - 新垣結衣 -「TOKYO HEART」(2010年)
  - 杏 -「TOKYO WONDERGROUND」(2011年)
  - 武井咲 -「We are the Tokyo Navigator」(2012年)
  - 堀北真希 -「Color your days.」、「Find my Tokyo.」(2013年-2015年)
  - 哆啦A夢 -「すすメトロ！」(2016年)
  - 石原聰美 -「Find my Tokyo.」(2016年-至今)
  - 山崎賢人 -「Tokyo Next Story」(2019年)
- 廣告歌作曲者
  - 菅野洋子（2004年度廣告歌「From Metropolis」作曲）
  - Richard Rodgers（2005年度廣告歌「Happy Talk」作曲）
  - PES（RIP SLYME）（2007年度廣告歌「Tales」作曲）
- 東京地下鐵贊助節目
  - 東京日和（日本電視台的5分迷你番組、提供）
  - ウチくる!?（富士電視台系、關東地區、2006年4月至2007年3月期間提供）- 播放主頁連動廣告「東京□.net」。
  - 東京國際馬拉松（2005年・2006年的贊助商）→東京馬拉松（2007年-至今）
- 塔摩利俱樂部（朝日電視台）
  - 東出有輝（公司職員。上述節目定為契機，從藝人轉業。）

### 引用
1. 1 2 3  東京地下鉄株式會社.  (pdf). 東京地下鉄株式會社. 2020-05-13  [2021-06-24]. （原始内容存档 (PDF)于2020-10-28） （日语）.
2. 1 2  . www.tokyometro.jp.   [2020-11-01]. （原始内容存档于2020-11-10）.
3. ↑  . www.tokyometro.jp.   [2017-02-21]. （原始内容存档于2021-02-15） （日语）.
4. ↑  . www.tokyometro.jp.   [2017-02-21]. （原始内容存档于2021-02-18） （日语）.
5. ↑  鉄道ジャーナル 2003年3月号 (No.437) P.103 東京地下鉄株式会社 (RJ ESSENTIAL)
6. ↑  . www.tokyometro.jp.   [2022-01-06]. （原始内容存档于2022-01-06）.
7. ↑  . レスポンス（Response.jp）. 2021-07-16  [2023-10-08]. （原始内容存档于2023-04-24） （日语）.
8. ↑  . 2022-03-28  [2023-10-08]. （原始内容存档于2022-03-28） （日语）.
9. ↑  .   [2024-09-20]. （原始内容存档于2024-12-25）.
10. 1 2  . ライブドアニュース. 2017-09-24  [2023-10-10]. （原始内容存档于2023-10-06） （日语）.
11. ↑  . マイナビニュース. 2015-12-20  [2023-10-09]. （原始内容存档于2023-04-09） （日语）.
12. 1 2  . 2022-12-16  [2022-12-16]. （原始内容存档于2022-12-16） （日语）.
13. ↑  . www.tokyometro.jp. 東京メトロ.   [2023-10-08]. （原始内容存档于2023-05-26） （日语）.
14. ↑  . 川崎経済新聞. 2021-07-19  [2023-10-08]. （原始内容存档于2023-04-23） （日语）.
15. ↑  . 鉄道ファン・railf.jp. 鉄道ニュース. 2015-09-25  [2023-10-08]. （原始内容存档于2023-07-30） （日语）.
16. ↑   (PDF). 2022-05-19  [2023-10-08]. （原始内容存档 (PDF)于2022-05-19） （日语）.
17. ↑   (PDF). 交通政策審議会. 2021-07-15  [2023-10-10]. （原始内容存档 (PDF)于2023-03-23） （日语）.
18. ↑  . www.tokyometro.jp. 東京メトロ. 2022-01-28  [2023-10-10]. （原始内容存档于2022-01-28） （日语）.
19. ↑   (PDF). 東京メトロ. 2022-03-28  [2023-10-10]. （原始内容存档 (PDF)于2022-04-05） （日语）.

## 外部連結
- 東京地下鐵 （页面存档备份，存于）（日語）（英文）（简体中文）（繁體中文）（泰文）（法文）（西班牙文）
- 東京地下鐵轉乘查詢 （页面存档备份，存于）（日語）（英文）